# Aino Planitia
L'Aino Planitia è una struttura geologica della superficie di Venere.